# Twierdza Wanping

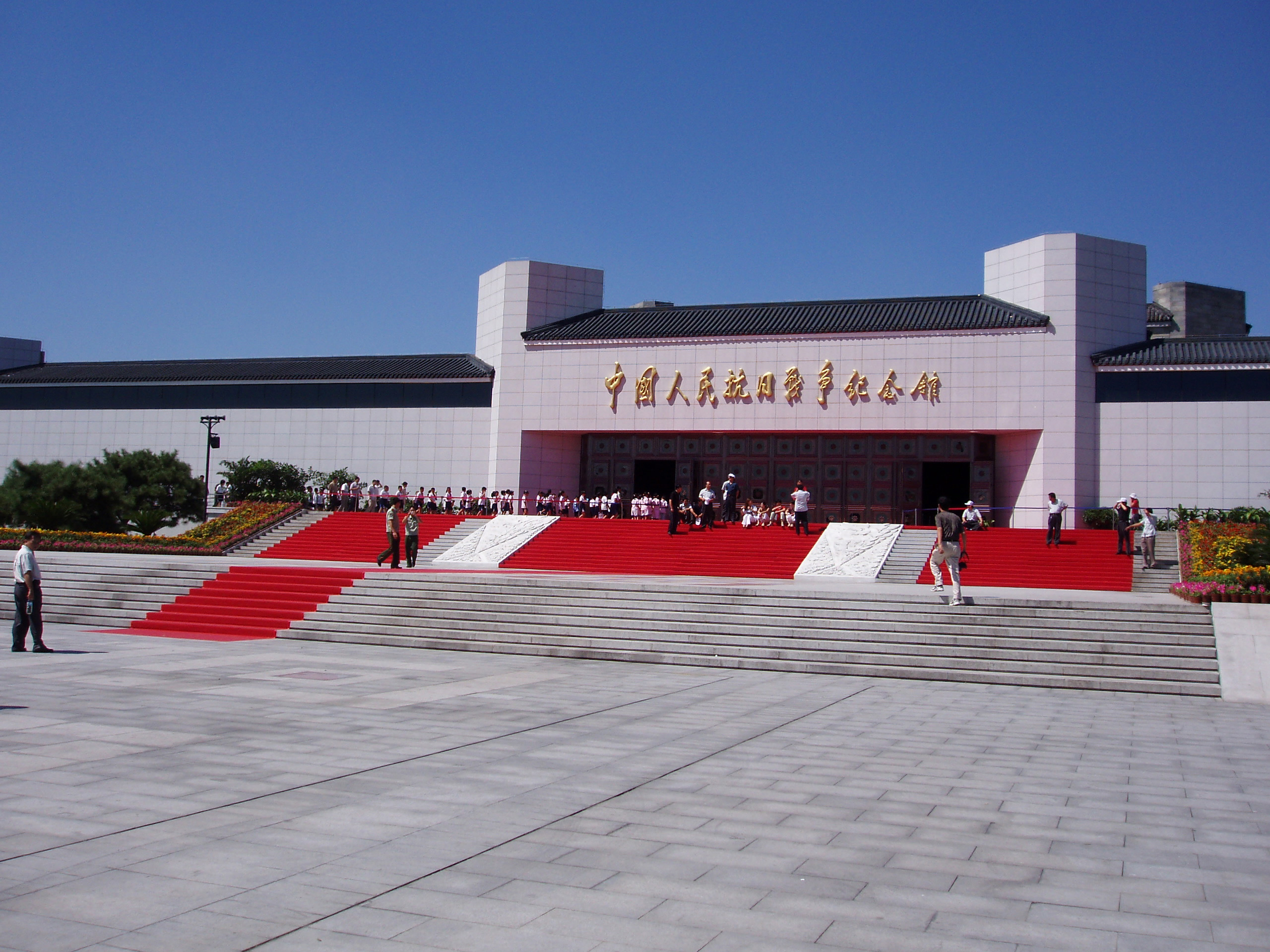
Muzeum Wojny Chińsko-Japońskiej na terenie twierdzy

Twierdza Wanping (chiń. 宛平城; pinyin Wǎnpíng Chéng) – dawna twierdza znajdująca się w dzielnicy Fengtai w Pekinie, na wschód od mostu Marco Polo. W latach 80. XX wieku na jej terenie otwarto Muzeum Wojny Chińsko-Japońskiej.
Wzniesiona w latach 1638-1640 jako placówka dla armii mającej bronić Pekinu przed powstańcami Li Zichenga, przez następne trzy stulecia odgrywała rolę garnizonu. Zbudowana na planie prostokąta o wymiarach 640×320 m posiada dwie pary bram, wychodzących przeciwlegle na wschód i zachód oraz północ i południe. Twierdza odegrała ważną rolę podczas tzw. incydentu na moście Marco Polo 7 lipca 1937 roku, który rozpoczął wojnę chińsko-japońską (1937-1945). Do dziś na murze zachowały się dziury po japońskich kulach. Przy południowym murze twierdzy w latach 1995-2000 zbudowano 20-hektarowy plac z pomnikami ku czci ofiar wojny.
Ze względu na swoją architekturę twierdza często nazywana jest "miastem", a w licznych budynkach dawnych koszar i magazynów wojskowych ulokowano sklepy, herbaciarnie i restauracje.

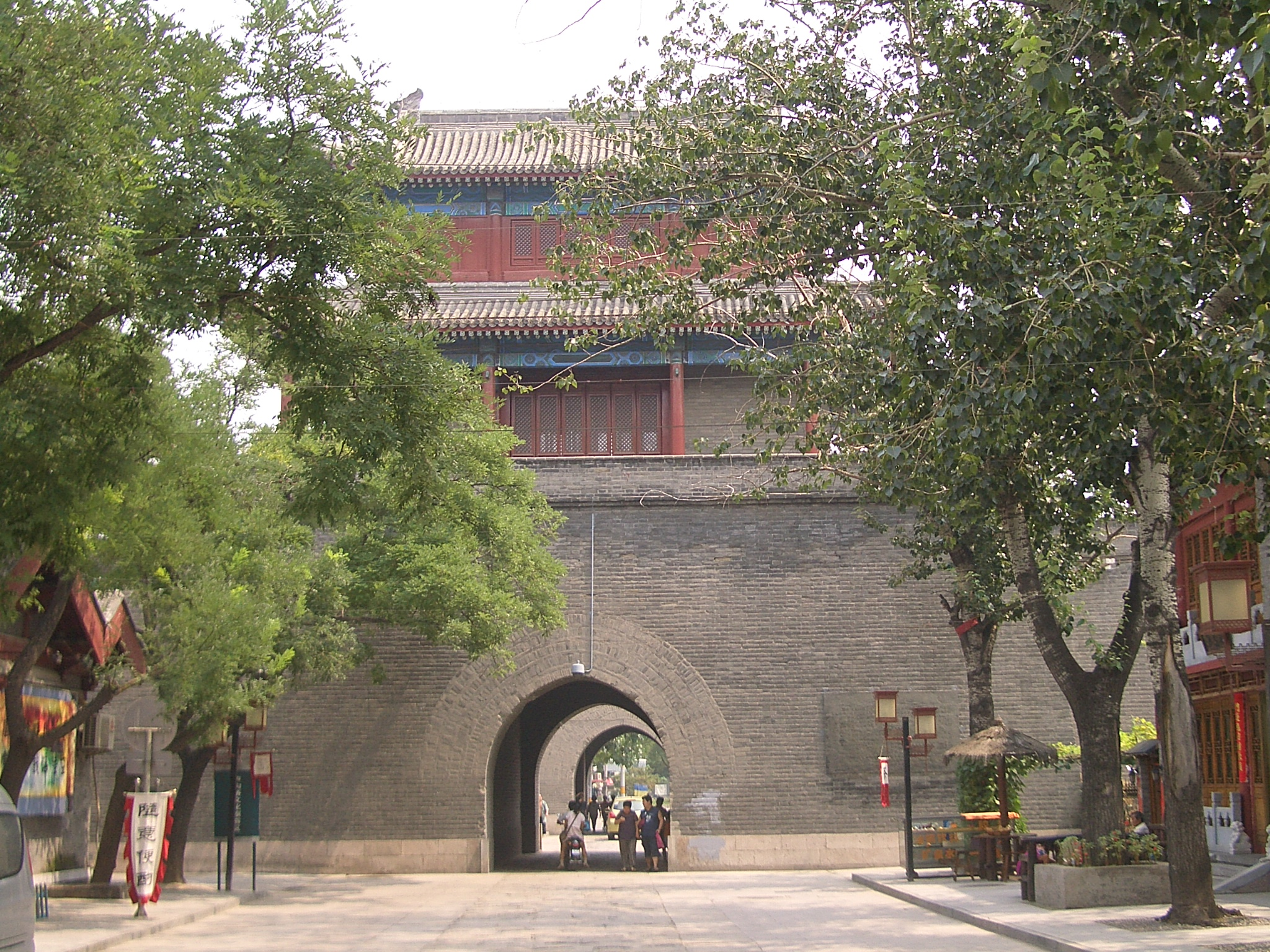
Wschodnia brama twierdzy
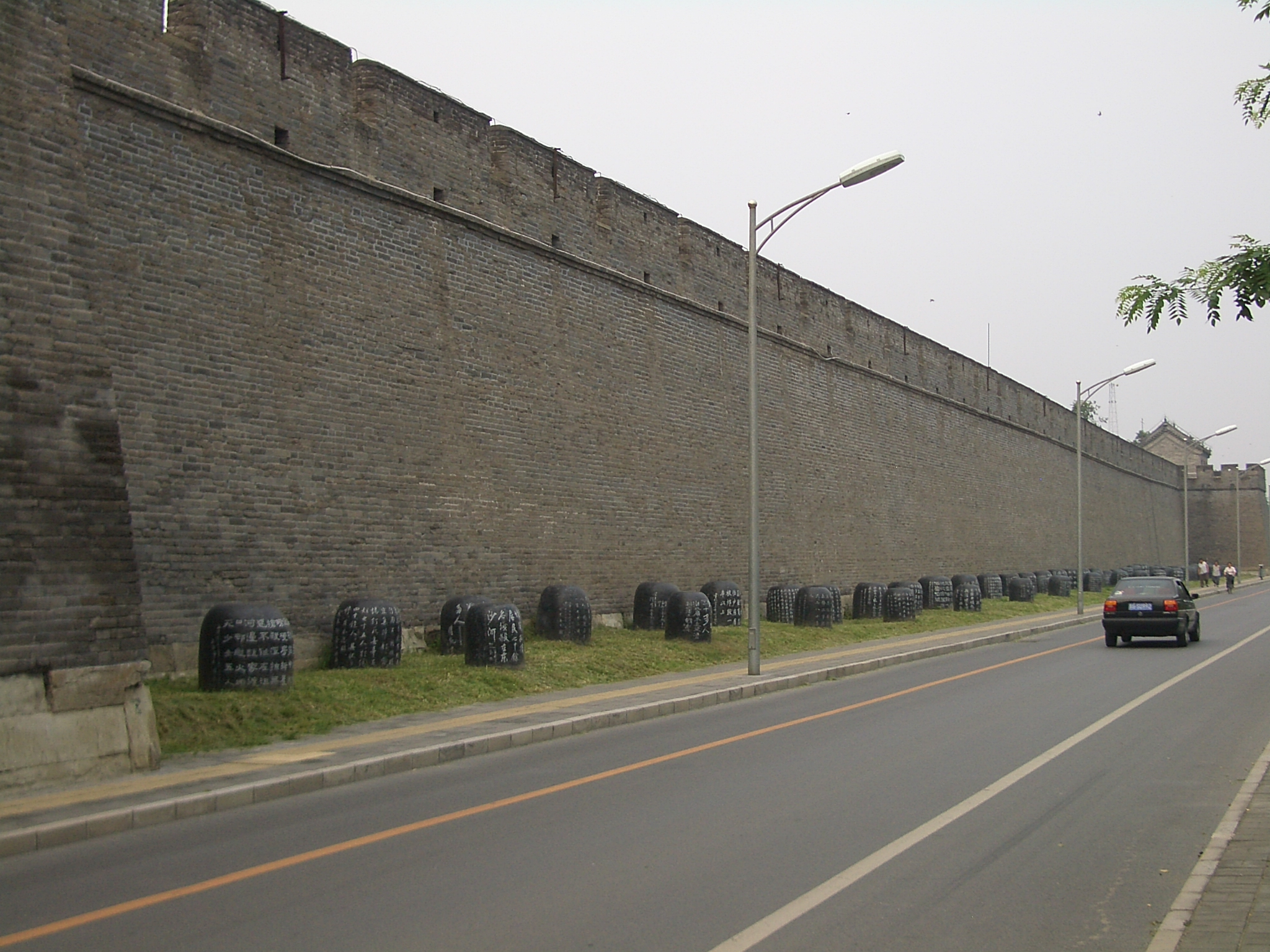
Mury twierdzy, widok od strony południowej
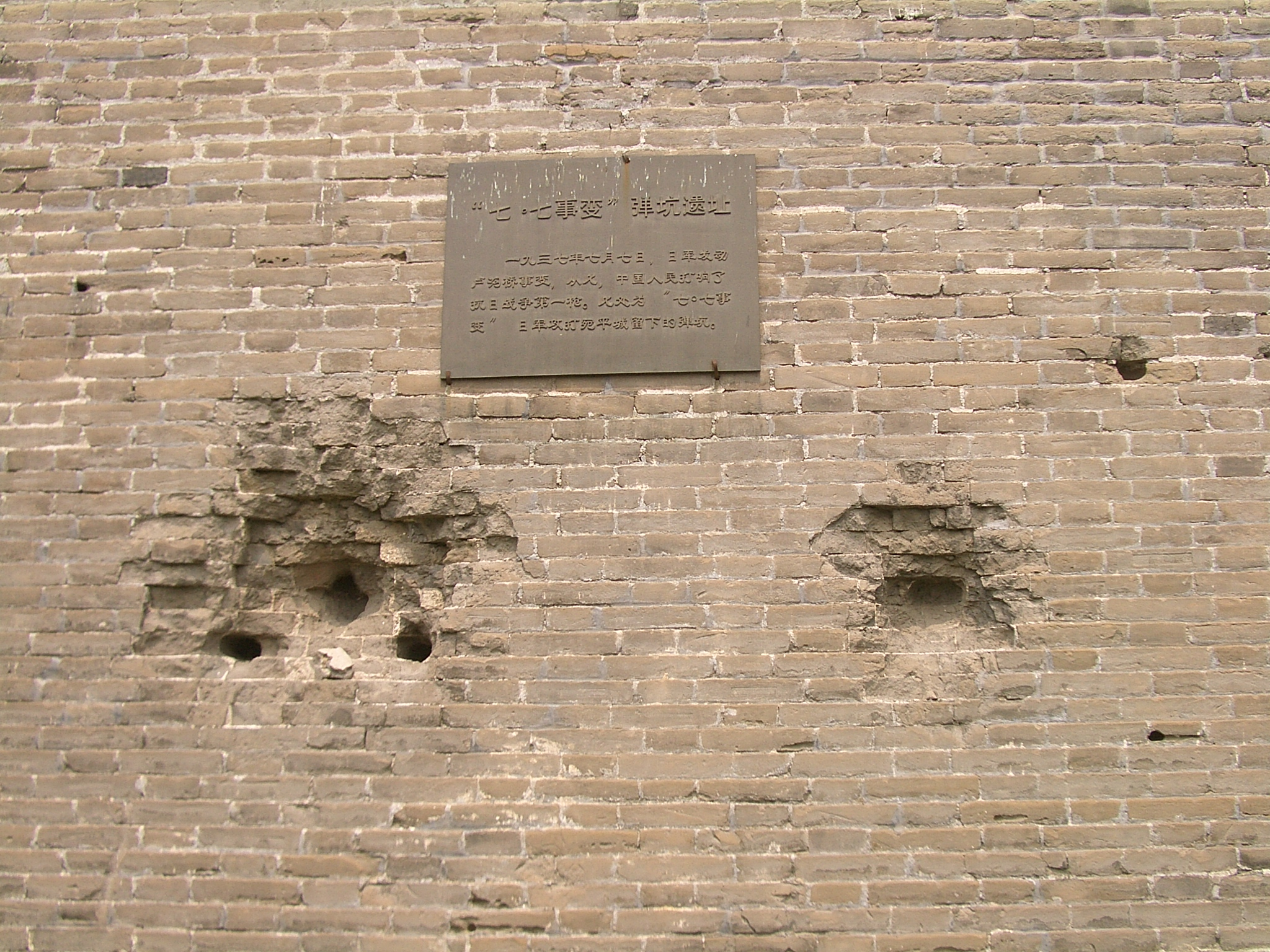
Ślady po japońskich kulach na murze
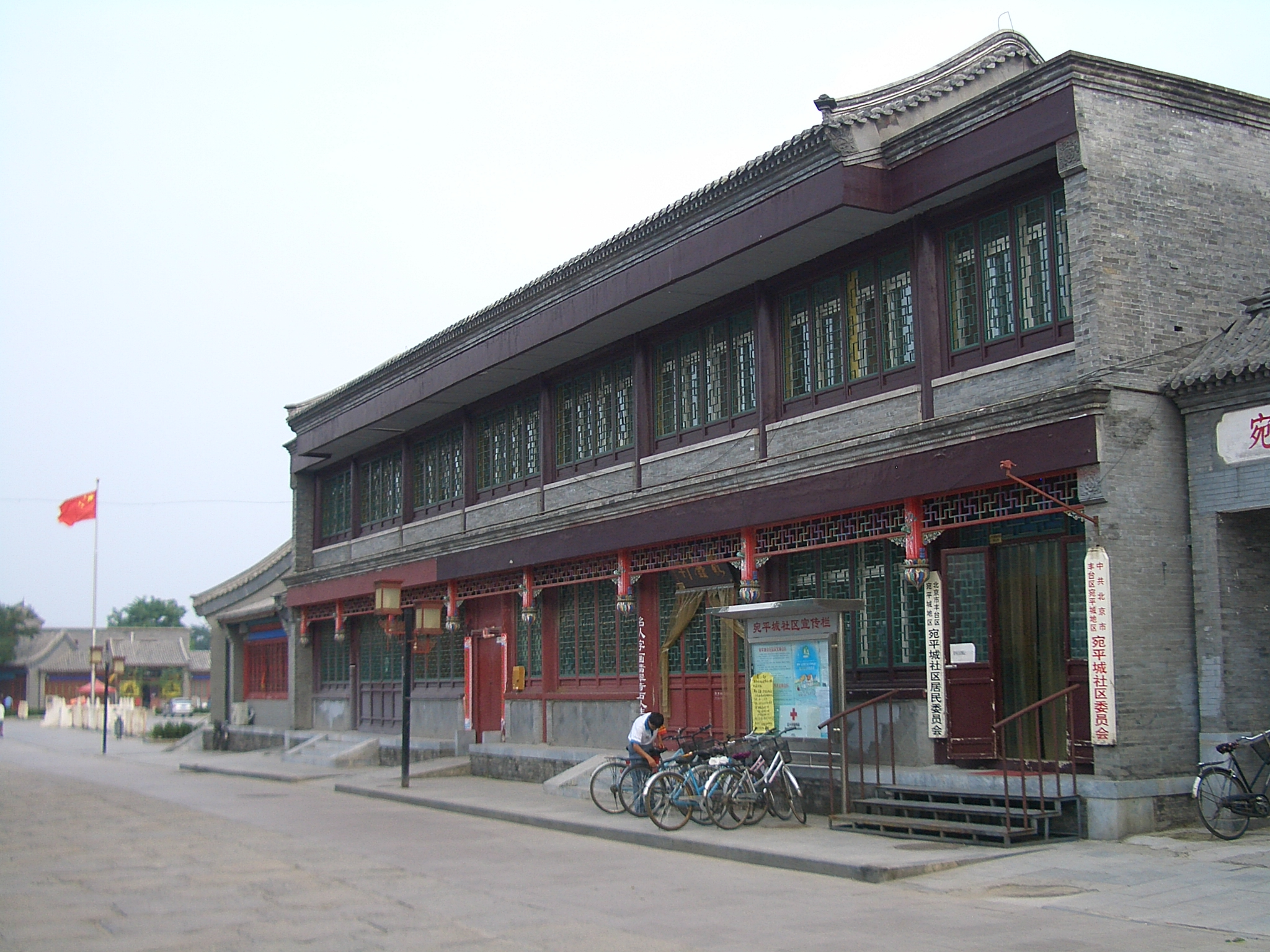
Jedna z uliczek wewnątrz twierdzy
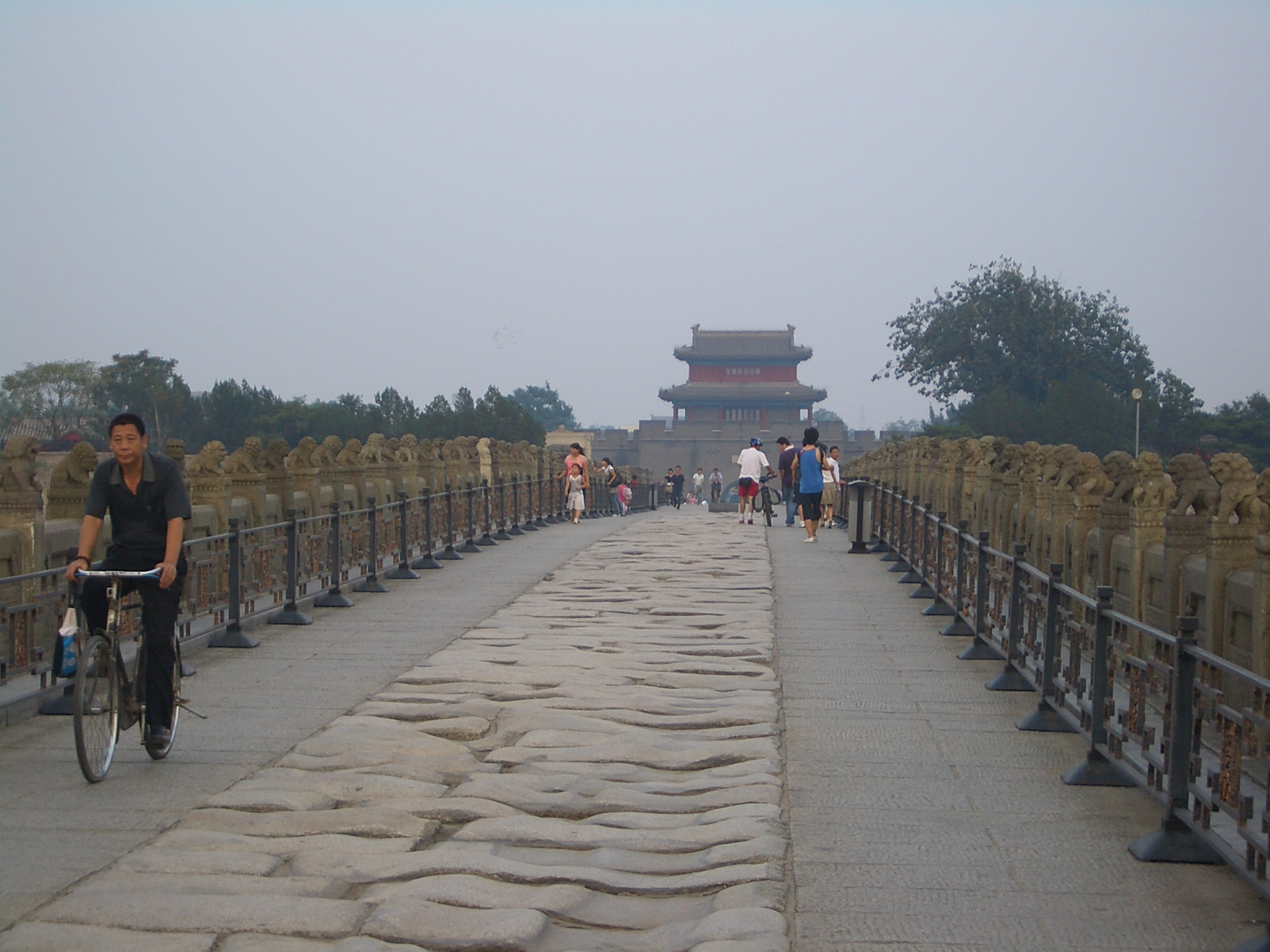
Widok na zachodnią bramę twierdzy z mostu Marco Polo